# Mimosa tomentosa
Mimosa tomentosa är en ärtväxtart som beskrevs av Carl Ludwig von Willdenow. Mimosa tomentosa ingår i släktet mimosor, och familjen ärtväxter. Inga underarter finns listade i Catalogue of Life.